# Squamipalpis ochreoplagiata
Squamipalpis ochreoplagiata är en fjärilsart som beskrevs av Bethune-Baker. Squamipalpis ochreoplagiata ingår i släktet Squamipalpis och familjen nattflyn. Inga underarter finns listade i Catalogue of Life.